# عبد الحفيظ البدوي
عبد الحفيظ البدوي (بالهولندية: Abdelhafid Al Badaoui) (25 مايو 1996 بالمغرب - ) هو لاعب كرة قدم مغربي في مركز صانع ألعاب لعب سابقاً في نادي الخريطيات القطري و نادي الدحيل.

## وصلات خارجية
- عبد الحفيظ البدوي على موقع قاعدة بيانات كرة القدم.إي يو (الإنجليزية)
- عبد الحفيظ البدوي على موقع Soccerway.com (الإنجليزية)